# Csabina
Csabina (ukránul: Чабин) falu Ukrajnában, a Kárpátalján, a Munkácsi járásban.

## Fekvése
Munkácstól északkeletre fekvő település.

## Nevének eredete
A település elsődleges Csebinye~Csibinyefalva neve magyar eredetű, előtagja a R. Cseb [1211: Cheb]. Birtoklást kifejező szláv -inъ képzős formája, amihez a birtokos személyjellel ellátott falu főnév kapcsolódik. A név -falva utótagja a 17. század második felében, kophatott le, ami a lakosság elszlávosodásával magyarázható. A hivatalos ukrán Чабин a másodlagos magyar név alapján jött létre.

## Története
Nevét 1600-ban Csebynje néven említették. Későbbi névváltozatai: 1610-ben Chibiniefalva, 1630-ban Csabina (Conscr. Port.), 1645-ben Czabina Falva, 1773-ban Čabina (LexLoc. 52), 1808-ban Csabina, Cţabjn, 1851-ben, 1877-ben, 1913-ban Csabina, 1925-ben Čabina, 1930-ban Čabin (ComBer. 35), 1944-ben Csabina, Чабинa (Hnt.), 1983-ban Чабин (ZO).

## Népesség
A 492 méter tengerszint felett fekvő Csabinának a 2001 évi népszámláláskor 168 lakosa volt.